# 斯托寧頓 (康乃狄克州自治市)
斯托寧頓（英語：Stonington）是位於美國康乃狄克州新倫敦縣的一個自治市。

## 人口
根據2020年美國人口普查的數據，斯托寧頓的面積為1.80平方千米，當中陸地面積為0.89平方千米，而水域面積為0.91平方千米。當地共有人口976人，而人口密度為每平方千米542人。